# Superliga de Dinamarca 2016-17
La temporada 2016-17 fue la vigésimo séptima edición de la Superliga Danesa. La temporada comenzó el 15 de julio de 2016 y concluyó el 28 de mayo de 2017. El FC Copenhague se proclamó campeón.

## Formato
Los 14 equipos participantes jugaron entre sí todos contra todos dos veces totalizando 26 partidos cada uno, al término de la fecha 26 los seis primeros clasificados pasaron a jugar el Grupo campeonato, mientras que los otros ocho pasaron a jugar el grupo descenso. Los puntos obtenidos hasta la fecha 26 fueron transferidos a la segunda fase, ya sea al Grupo Campeonato o Grupo Descenso.
En el grupo campeonato los equipos jugaron entre sí otras dos veces más sumando diez partidos más, el primer clasificado se coronó campeón de la liga y obtuvo un cupo para la segunda ronda de la Liga de Campeones 2017-18, mientras que el subcampeón obtuvo un cupo para la primera ronda de la Liga Europea 2017-18. El tercer equipo clasificado deberá jugar los Playoffs de clasificación para la Liga Europea 2017-18 contra un equipo proveniente del Grupo descenso.
En el grupo descenso los ocho equipos fueron divididos en dos grupos dentro de los cuales jugarán todos contra todos dos veces sumando seis partidos más, el primer y segundo clasificado de cada grupo pasaron a jugar los play-offs para la Liga Europea 2017-18, mientras que los dos últimos de cada grupo jugaron los Play-offs de relegación.
Un cupo para la segunda ronda de la Liga Europea 2017-18 es asignado al campeón de la Copa de Dinamarca.

## Ascensos y descensos
| Pos. | Descendido de Superliga de Dinamarca 2015-16 |
| ---- | -------------------------------------------- |
| 12.º | Hobro IK                                     |

| Pos. | Ascendido de Primera División de Dinamarca 2015-16 |
| ---- | -------------------------------------------------- |
| 1.º  | Silkeborg IF                                       |
| 2.º  | Lyngby BK                                          |
| 3.º  | AC Horsens                                         |

## Equipos participantes
| Pos.   | Equipo          | Ciudad     | Estadio                  | Capacidad |
| ------ | --------------- | ---------- | ------------------------ | --------- |
| 1      | FC Copenhague   | Copenhague | Parken Stadion           | 38 000    |
| 2      | SønderjyskE     | Haderslev  | Haderslev Fodboldstadion | 10000     |
| 3      | FC Midtjylland  | Herning    | MCH Arena                | 12000     |
| 4      | Brøndby IF      | Brøndby    | Estadio Brøndby          | 29000     |
| 5      | Aalborg BK      | Aalborg    | Energi Nord Arena        | 16000     |
| 6      | Randers FC      | Randers    | AutoC Park               | 12000     |
| 7      | Odense BK       | Odense     | TRE-FOR Park             | 15633     |
| 8      | Viborg FF       | Viborg     | Viborg Stadion           | 9566      |
| 9      | FC Nordsjælland | Farum      | Farum Park               | 10300     |
| 10     | Aarhus GF       | Aarhus     | Atletion (NRGi Park)     | 20000     |
| 11     | Esbjerg fB      | Esbjerg    | Blue Water Arena         | 18000     |
| 1 (SD) | Silkeborg IF    | Silkeborg  | JYSK Park                | 9800      |
| 2 (SD) | Lyngby BK       | Lyngby     | Lyngby Stadion           | 9680      |
| 3 (SD) | AC Horsens      | Horsens    | CASA Arena Horsens       | 8000      |

## Tabla de posiciones
Actualizado el 19 de marzo de 2017.
| Pos. | Equipo          | PJ | PG | PE | PP | GF | GC | DG  | Pts. | Clasificado a    |
| ---- | --------------- | -- | -- | -- | -- | -- | -- | --- | ---- | ---------------- |
| 1    | FC Copenhague   | 26 | 19 | 7  | 0  | 57 | 10 | +47 | 64   | Grupo campeonato |
| 2    | Brøndby IF      | 26 | 15 | 7  | 4  | 52 | 23 | +29 | 52   | Grupo campeonato |
| 3    | Lyngby BK       | 26 | 11 | 6  | 9  | 25 | 23 | +2  | 39   | Grupo campeonato |
| 4    | SønderjyskE     | 26 | 10 | 9  | 7  | 30 | 32 | -2  | 39   | Grupo campeonato |
| 5    | FC Midtjylland  | 26 | 10 | 8  | 8  | 44 | 29 | +15 | 38   | Grupo campeonato |
| 6    | FC Nordsjælland | 26 | 9  | 8  | 9  | 41 | 41 | 0   | 35   | Grupo campeonato |
| 7    | Randers         | 26 | 9  | 6  | 11 | 26 | 32 | -6  | 33   | Grupo descenso   |
| 8    | Aalborg BK      | 26 | 9  | 6  | 11 | 28 | 38 | -10 | 33   | Grupo descenso   |
| 9    | Silkeborg IF    | 26 | 7  | 9  | 10 | 31 | 46 | -15 | 30   | Grupo descenso   |
| 10   | AC Horsens      | 26 | 7  | 8  | 11 | 29 | 45 | -16 | 29   | Grupo descenso   |
| 11   | Odense BK       | 26 | 7  | 7  | 12 | 26 | 32 | -6  | 28   | Grupo descenso   |
| 12   | Aarhus GF       | 26 | 6  | 7  | 13 | 33 | 40 | -7  | 25   | Grupo descenso   |
| 13   | Viborg FF       | 26 | 6  | 7  | 13 | 29 | 40 | -11 | 25   | Grupo descenso   |
| 14   | Esbjerg fB      | 26 | 5  | 9  | 12 | 28 | 48 | -20 | 24   | Grupo descenso   |

## Grupo campeonato
Actualizado el 28 de mayo de 2017.
| Pos. | Equipo          | PJ | PG | PE | PP | GF | GC | DG  | Pts. | Clasificado a                                 |
| ---- | --------------- | -- | -- | -- | -- | -- | -- | --- | ---- | --------------------------------------------- |
| 1    | FC Copenhague   | 36 | 25 | 9  | 2  | 74 | 20 | +54 | 84   | Segunda ronda de la Liga de Campeones 2017-18 |
| 2    | Brøndby IF      | 36 | 18 | 8  | 10 | 62 | 40 | +22 | 62   | Primera ronda de la Liga Europea 2017-18      |
| 3    | Lyngby BK       | 36 | 17 | 7  | 12 | 42 | 35 | +7  | 58   | Primera ronda de la Liga Europea 2017-18      |
| 4    | FC Midtjylland  | 36 | 15 | 9  | 12 | 67 | 53 | +14 | 54   | Play-offs para la Liga Europea                |
| 5    | FC Nordsjælland | 36 | 13 | 10 | 13 | 59 | 55 | +4  | 49   |                                               |
| 6    | SønderjyskE     | 36 | 12 | 10 | 14 | 44 | 54 | -10 | 46   |                                               |

## Grupo descenso
Actualizado el 8 de mayo de 2017.

### Grupo A
| Pos. | Equipo     | PJ | PG | PE | PP | GF | GC | DG  | Pts. | Clasificado a                  |
| ---- | ---------- | -- | -- | -- | -- | -- | -- | --- | ---- | ------------------------------ |
| 1    | Randers    | 32 | 11 | 8  | 13 | 33 | 35 | -2  | 41   | Play-offs para la Liga Europea |
| 2    | Odense BK  | 32 | 10 | 9  | 13 | 33 | 38 | -5  | 39   | Play-offs para la Liga Europea |
| 3    | AC Horsens | 32 | 9  | 9  | 14 | 34 | 53 | -19 | 36   | Play-offs de relegación        |
| 4    | Esbjerg fB | 32 | 6  | 12 | 14 | 32 | 54 | -22 | 30   | Play-offs de relegación        |

### Grupo B
| Pos. | Equipo       | PJ | PG | PE | PP | GF | GC | DG  | Pts. | Clasificado a                  |
| ---- | ------------ | -- | -- | -- | -- | -- | -- | --- | ---- | ------------------------------ |
| 1    | Silkeborg IF | 32 | 9  | 11 | 12 | 36 | 51 | -15 | 38   | Play-offs para la Liga Europea |
| 2    | Aalborg BK   | 32 | 10 | 8  | 14 | 30 | 45 | -15 | 38   | Play-offs para la Liga Europea |
| 3    | Aarhus GF    | 32 | 10 | 7  | 15 | 45 | 46 | -1  | 37   | Play-offs de relegación        |
| 4    | Viborg FF    | 32 | 8  | 9  | 15 | 35 | 47 | -12 | 33   | Play-offs de relegación        |

## Play-offs para la Liga Europea

### Cuartos de final
| Local      | Resultado | Visitante  | Fecha      | Estadio         | Clasificado como |
| ---------- | --------- | ---------- | ---------- | --------------- | ---------------- |
| Aalborg BK | 0 - 2     | Randers    | 12 de mayo | Nordjyske Arena | Ganador 1        |
| Randers    | 2 - 1     | Aalborg BK | 17 de mayo | BioNutria Park  | Ganador 1        |

| Local        | Resultado | Visitante    | Fecha      | Estadio     | Clasificado como |
| ------------ | --------- | ------------ | ---------- | ----------- | ---------------- |
| Odense BK    | 3 - 1     | Silkeborg IF | 13 de mayo | EWII Park   | Ganador 2        |
| Silkeborg IF | 2 - 1     | Odense BK    | 16 de mayo | MASCOT Park | Ganador 2        |

### Semifinal
| Local     | Resultado | Visitante | Fecha      | Estadio        | Clasificado como |
| --------- | --------- | --------- | ---------- | -------------- | ---------------- |
| Odense BK | 1 - 1     | Randers   | 20 de mayo | EWII Park      | Ganador 3        |
| Randers   | 2 - 0     | Odense BK | 29 de mayo | BioNutria Park | Ganador 3        |

### Final
| Local          | Resultado | Visitante | Fecha      | Estadio   |
| -------------- | --------- | --------- | ---------- | --------- |
| FC Midtjylland | 3 - 0     | Randers   | 1 de junio | MCH Arena |

| FC Midtjylland Clasificado a la Liga Europea |

## Play-offs de relegación

### Primera ronda
| Local      | Resultado | Visitante  | Fecha      | Estadio          | Clasificado como        |
| ---------- | --------- | ---------- | ---------- | ---------------- | ----------------------- |
| Esbjerg fB | 0 - 0     | Aarhus GF  | 14 de mayo | Blue Water Arena | Vencedor 1 / Perdedor 1 |
| Aarhus GF  | 3 - 1     | Esbjerg fB | 17 de mayo | Ceres Park       | Vencedor 1 / Perdedor 1 |

| Local      | Resultado | Visitante  | Fecha      | Estadio            | Clasificado como        |
| ---------- | --------- | ---------- | ---------- | ------------------ | ----------------------- |
| Viborg FF  | 3 - 0     | AC Horsens | 12 de mayo | Viborg Stadion     | Vencedor 2 / Perdedor 2 |
| AC Horsens | 1 - 0     | Viborg FF  | 16 de mayo | CASA Arena Horsens | Vencedor 2 / Perdedor 2 |

### Partido de salvación
| Local     | Resultado | Visitante | Fecha      | Estadio        | Clasificado como        |
| --------- | --------- | --------- | ---------- | -------------- | ----------------------- |
| Viborg FF | 2 - 2     | Aarhus GF | 22 de mayo | Viborg Stadion | Vencedor 3 / Perdedor 3 |
| Aarhus GF | 1 - 0     | Viborg FF | 28 de mayo | Ceres Park     | Vencedor 3 / Perdedor 3 |

| Aarhus GF Se mantiene en Superliga de Dinamarca |

### Partido de descenso
| Local      | Resultado | Visitante  | Fecha      | Estadio            | Clasificado como        |
| ---------- | --------- | ---------- | ---------- | ------------------ | ----------------------- |
| Esbjerg fB | 1 - 1     | AC Horsens | 20 de mayo | Blue Water Arena   | Vencedor 4 / Perdedor 4 |
| AC Horsens | 3 - 2     | Esbjerg fB | 28 de mayo | CASA Arena Horsens | Vencedor 4 / Perdedor 4 |

| Esbjerg fB Desciende a Primera División |

### Partidos de ascenso y descenso
| Local        | Resultado | Visitante    | Fecha      | Estadio           |
| ------------ | --------- | ------------ | ---------- | ----------------- |
| FC Helsingør | 1 - 1     | Viborg FF    | 31 de mayo | Helsingør Stadion |
| Viborg FF    | 2 - 2     | FC Helsingør | 4 de junio | Viborg Stadion    |

| FC Helsingør Asciende a Superliga | Viborg FF Desciende a Primera División |

| Local         | Resultado | Visitante     | Fecha      | Estadio            |
| ------------- | --------- | ------------- | ---------- | ------------------ |
| AC Horsens    | 0 - 0     | Vendsyssel FF | 31 de mayo | CASA Arena Horsens |
| Vendsyssel FF | 1 - 3     | AC Horsens    | 4 de junio | Hjørring Stadium   |

| ----- Asciende a | ----- Desciende a |

## Goleadores
Actualizado el 19 de marzo de 2017.
| Pos. | Jugador            | Equipo          | Goles |
| ---- | ------------------ | --------------- | ----- |
| 1    | Teemu Pukki        | Brøndby IF      | 16    |
| 2    | Marcus Ingvartsen  | FC Nordsjælland | 14    |
| 3    | Kamil Wilczek      | Brøndby IF      | 13    |
| 4    | Jeppe Kjær         | Lyngby BK       | 10    |
| 5    | Federico Santander | FC Copenhague   | 10    |
| 6    | Robin Söder        | Esbjerg fB      | 9     |
| 7    | Andreas Cornelius  | FC Copenhague   | 9     |
| 8    | Emiliano Marcondes | FC Nordsjælland | 9     |
| 9    | Paul Onuachu       | FC Midtjylland  | 9     |
| 10   | Morten Rasmussen   | Aarhus GF       | 9     |